# روب ونايت (كاتب)
روب ونايت (بالإنجليزية: Rob Knight)‏ هو أحيائي وكاتب نيوزلندي، ولد في 1976 في دنيدن في نيوزيلندا.